# Karnaugh-tábla

A Karnaugh-tábla (más néven Veitch-diagram) Boole-algebrai kifejezések egyszerűsítését teszi lehetővé. Használatával lehetővé válik az emberi mintafelismerő képesség alkalmazása logikai áramkörökben a versenyhelyzetek felismerése, kiküszöbölése bonyolult kiterjedt számítások nélkül. Napjainkra már számítógépes programokkal váltották ki. A Karnaugh-tábla páratlan abban az értelemben, hogy a szomszédos négyzetek (termek) közti eltérés egységnyi, más szóval a sorok és az oszlopok a Gray-kód elve szerint vannak egymáshoz rendelve.

## Történet és nevezéktan
A Karnaugh-táblát 1952-ben Edward W. Veitch gondolta ki, majd 1953-ban Maurice Karnaugh, egy távközlési mérnök a Bell Labs-tól, fejlesztette tovább.

## Alkalmazások
Általában a kiterjedt számítások szükségessé teszik a logikai függvények egyszerűsítését. A Karnaugh-tábla felhasználja az emberi agy páratlan mintafelismerő képességét annak érdekében, hogy összetett logikai függvényt egyszerűsítsünk. Lehetővé teszi, hogy hatékonyan azonosítsuk majd kiküszöböljük a szóba jövő redundanciát, melyre a logikai egyenlet alapján általában nem vagyunk képesek. A Karnaugh-tábla kitűnő segítség az egyszerűsítéshez legfeljebb hat változóig, bár sok változó esetén fáradságos lehet az optimális mintázat felismerése.

## Jellemzők
A Karnaugh-tábla definiálható bármennyi változóra, de a gyakorlatban jellemzően néhány (2-6) változóra alkalmazzák.